# 冠海雀
冠海雀（学名：Synthliboramphus wumizusume）为海雀科扁嘴海雀屬下的一个种。主要分布於日本偏遠的岩石海岸和離岸水域，繁殖季節後可能會移動至北方的庫頁島，特別是在南韓沿海出現。 分布於東北亞地區，包括俄羅斯、南韓和日本，在台灣也有少數紀錄。全球活動範圍約為 110 平方公里；
由於種群數量少且逐漸減少，截至2017年估計總數僅為2,500至10,000隻，它是最稀有的海雀，也是最有滅絕風險的物種。

## 分類學

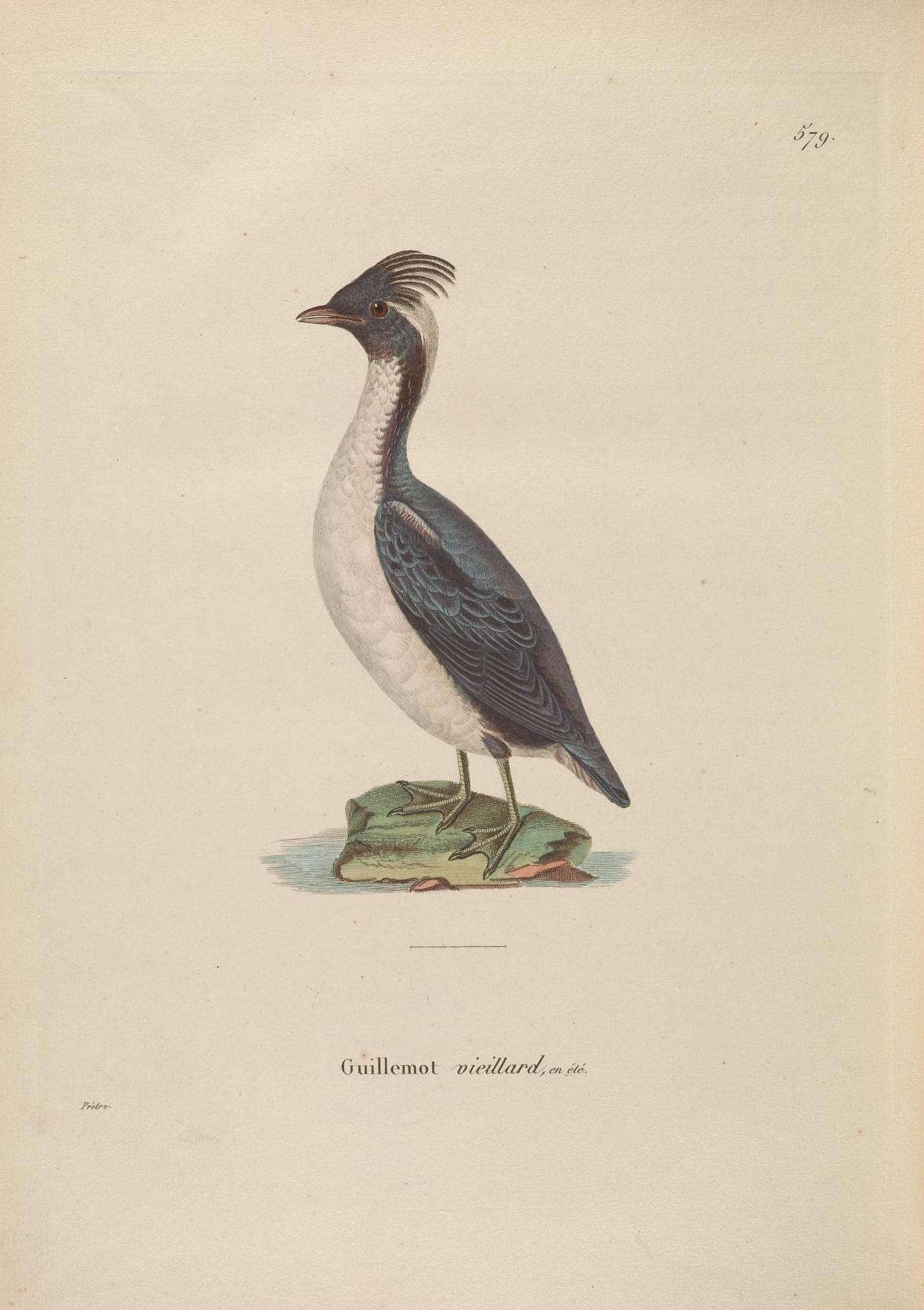
由普雷特繪製的插圖，附於特明克對冠海雀的描述中

冠海雀是一個單型分類物種，最早由康拉德·雅各·特明克描述為Uria wumizusume，該描述出現在1836年發行的《Nouveau recueil de planches coloriées d'oiseaux》.:46] 次年，約翰·弗里德里希·馮·勃蘭特創建了斑海雀屬（Brachyramphus）和亞屬扁嘴海雀屬（Synthliboramphus），並將日本海雀轉移到該亞屬中，並給予新的種名temminckii。:346–7 ，後來，扁嘴海雀屬（Synthliboramphus）被提升為屬級，種名wumizusume根據《國際動物命名規約》第23條的規定具有優先權。
種名來自日文（wumisuzume），即海雀之意（如今多指扁嘴海雀），被錯誤記成「wumizusume」並沿用至今。
在日本本土，該物種被稱為kanmuri-umisuzume或"crested sea sparrow"，其中umisuzume是扁嘴海雀（Synthliboramphus antiquus）的通用名，該種可通過其黑色羽冠與扁嘴海雀區別開來。 此外，特明克在命名時將日文名稱中的s and z顛倒了過來。

## 描述
冠海雀是一種中等大小的海鳥，體長約24—26 cm（9.4—10.2英寸），翼展43 cm（17英寸），體重約164—183 g（5.8—6.5 oz）。 它的上半部分呈黑色和藍灰色，喉部和腹部為白色，腿和腳為黃灰色，短而厚的喙呈藍灰色，喙脊較深；虹膜為深棕色。 它的黑色頭部有一條從每隻眼睛頂部延伸的白色條紋，這些條紋在後頸處相遇，但在冬季較不明顯。 它可與其活動範圍內的扁嘴海雀（Synthliboramphus antiquus）區分開來，特別是因為夏季時其黑色羽冠長達3—5 cm（1.2—2.0英寸）， 雖然這種羽冠在冬季消失。 幼鳥與冬季成鳥相似，但頭部和上半身顏色較褐。
冠海雀的叫聲包括安靜的"ch-ch-chi-chi"，在飛行中為"peee-p-p-p"和"jee-jujjujju"，而在巢中則為"jijiji-pipewpipewkukukuku"、"gugguwa-gugugu"和"jukkukuwa-kuwakuwakuwa"。

## 分布與棲地
冠海雀分布於西北太平洋的寒帶至溫帶亞熱帶水域。 它在日本的小型岩石島嶼和海岸繁殖，範圍從北方石川縣的七島列島到南方東京都的伊豆群島中的鳥島，其中主要繁殖地為宮崎縣的廣島， 其次為伊豆群島， 以及其他如三重縣的耳穴島和高知縣的幸島等小島； 另外，在瀨戶內海西端上關町的八島水域，曾有家族群出現的記錄， 並在韓國南部沿海採集到一對成鳥與兩隻雛鳥。 繁殖後，該物種沿著本州和九州的溫暖水域如黑潮和對馬海流分佈，有時會到達千島群島的擇捉島和色丹島、庫頁島、彼得大帝灣和奧爾加灣、福建省（1894年）、韓國和台灣（1973年）。 它通常於12月左右返回，並大多數在繁殖地附近的離岸過冬。

## 生態
冠海雀的飲食主要包括磷蝦、其他浮游生物性的甲殼動物、褐蝦咖蝦類、魚卵及仔魚以及小型遠洋魚類，包括太平洋鯡（Clupea pallasii）、杜父魚（Triglops）、胡瓜魚屬（Osmerus）、玉筋魚（Ammodytes）和韓國玉筋魚（Hypoptychus dybowskii）。
牠們通常在無人島嶼上的岩石裂縫和洞穴中築巢，石堆之間的縫隙以及草叢間也是牠們的棲地。 通常在三月底至四月初，一週間隔下產下兩顆蛋，但在其繁殖範圍南端的鳥島，這一過程會稍微提前。 雌雄親鳥幾乎平等地分擔為期一個月的孵卵工作。 孵化後第二天夜裡，這些早熟性雛鳥便會與父母一起離巢。

## 保育狀況
由於在商業漁業的漂流網中作為兼捕被捕獲、漁業廢棄物吸引食腐動物、鼠（Rattus種）、 野貓（Felis catus）的捕食、巨嘴鴉（Corvus macrorhynchos）和黑尾鷗（Larus crassirostris）的威脅，以及污染帶來的持續危害，冠海雀被列為IUCN紅色名錄中的易危物種。 在二十世紀大部分時間裡，成鳥和特別是鳥蛋的“採集”也導致了種群數量的下降； 1951年和1952年的繁殖季期間，當時已知的主要繁殖地大野原島被美國空軍用作轟炸靶場，導致了重大附帶損害。:1513 該物種被列入保護遷徙野生動物物種公約附錄I中，並在日本受到法律保護，於1975年根據1950年文化財產保護法被指定為日本國家自然紀念物。 2009年，冠海雀被日本野鳥協會採用為海洋保護的象徵。
在2016年版的《中國脊椎動物紅色名錄》中，冠海雀的狀態為數據缺乏;由於其訪問種群不到該物種的1%，它被列入《2016台灣鳥類紅皮書名錄》，狀態為NA（‘不適用’）。 正如1991年、1998年和2007年版一樣。 在三重縣，牠被指定為縣指定瀕危物種。

## 註解
1. ↑  現今使用的冠海雀和名為 

## 扩展阅读
- 維基物種上的相關：冠海雀